# Campsicnemus sinuosus
Campsicnemus sinuosus är en tvåvingeart som beskrevs av Neal L. Evenhuis 2007. Campsicnemus sinuosus ingår i släktet Campsicnemus och familjen styltflugor. Inga underarter finns listade i Catalogue of Life.